# Снегозадержание
Снегозадержа́ние — агротехнический приём, направленный на задержание и накопление снега на пашне. Проводится при таянии снежного покрова (т.е. ранней весной) преимущественно на полях зоны степи и лесостепи. Данный приём предназначен для охраны почвы и зимующих растений от промерзания, а также для увеличения запасов почвенной влаги. Последнее крайне необходимо именно почвам степей и лесостепей из-за присущего этим зонам засушливого климата (коэффициент увлажнения <1, особенно заметно уменьшается как раз в весенний период), понижающего обеспеченность растений влагой. Соответственно, снегозадержание даёт возможность временно избежать недостаточной увлажнённости и тем самым значительно повысить урожайность возделываемых культур.
Существует множество различных способов снегозадержания. В настоящее время наиболее используемыми являются насаждение лесополос, образование снежных валов и расстановка искусственных преград. Лесополосы, являющиеся прежде всего эффективным противоэрозионным приёмом, в то же время препятствуют схождению снега на относительно небольших участках.